# Sadler (konstruktor)
Sadler – kanadyjski konstruktor samochodów wyścigowych, działający w latach 50. i 60.

## Historia
Firma została założona przez Kanadyjczyka Billa Sadlera, który budował samochody wyścigowe. Pierwszym skonstruowanym przezeń modelem był MK1 z karoserią aluminiową (później z włókna szklanego), napędzanym początkowo silnikiem Triumpha TR2, a później Chevrolet V8. Samochód ten rozwijał około 200 KM mocy, przekazywanej na koła tylne.
Sadler MK2 został zaprojektowany przez wzgląd na to, iż silnik V8 był zbyt mocny dla MK1. Nadwozie tego pojazdu było osadzone na ramie rurowej. Zastosowano preselekcyjną skrzynię biegów (z 1934 roku) oraz hamulce bębnowe. Zachowano karoserię z włókna szklanego. Później jednostka V8 została zastąpiona inną, o pojemności prawie pięciu litrów. Samochód ten ścigał się w Europie, po czym Sadler sprowadził go z powrotem do Kanady, zamontował hamulce tarczowe oraz zmodyfikował silnik i karoserię. Sadler ścigał się następnie tym modelem w 1958 roku, wygrywając Watkins Glen Classic. W następnym sezonie sponsorem Sadlera został Earl Nisonger. Dzięki nowym środkom Sadler rozpoczął budowę nowego samochodu. W MK3 zastosowano m.in. hamulce tarczowe Girling z aluminiowymi zaciskami na wszystkich kołach, amoryzatory Koni, silnik Chevrolet 5,35 litra o mocy 340 KM, wtrysk paliwa Hillborn oraz czterobiegową skrzynię biegów Borg-Warner T-10. Samochód ten nie odnosił oczekiwanych rezultatów. Następcą był bardzo podobny pod wieloma względami Sadler MK4, z założenia mający być samochodem seryjnym. Wyprodukowano jednak tylko jeden egzemplarz.
Kolejnym modelem był MK5, który powstał w liczbie dwóch egzemplarzy. MK5 różnił się od poprzedników w wielu aspektach. Silnik został umieszczony centralnie, zmianie na dwustopniową uległa także skrzynia biegów. W roku 1961 użyto obu egzemplarzy MK5, które były stosunkowo szybkie, ale awaryjne. Po nieporozumieniach ze sponsorem, Comstock Construction, Sadler zaprzestał budowy samochodów.
W 1960 roku Sadler bez powodzenia planował wystartować w Formule 1.